# KARA Solo Collection
《Kara Solo Collection》是韩国女子音乐组合Kara的首张韩文特别专辑，2012年12月4日由DSP Media发行；日本输入盘于2013年9月25日由UNIVERSAL SIGMA代理发行。

## 收錄曲目
1. 백일몽 (白日梦) - 奎利
作词：박규리 / 송수윤、作曲：황현 / 김승수 / 한재호、编曲：황현 / 홍승현
2. Guilty (길티) - 昇延
作词：송수윤 / 한승연、作曲：Yue / 김승수 / 한재호、编曲：Yue / 홍승현
3. Lost (로스트) (Feat.2AM 珍云) - Nicole
作词：송수윤、作曲：김승수 / 안준성 / 한재호、编曲：안준성 / 홍승현
4. Secret Love (시크릿러브) - 荷拉
作词：구하라 / 이주형 / G-High、作曲：이주형 / G-High、编曲：이주형 / G-High
5. Wanna Do (워너두) - 知英
作词：강지영 / 이주형 / G-High、作曲：이주형 / G-High、编曲：이주형 / G-High
6. 백일몽(Inst.)
作曲：황현 / 김승수 / 한재호、编曲：황현 / 홍승현
7. Guilty (Inst.)
作曲：Yue / 김승수 / 한재호、编曲：Yue / 홍승현
8. Lost (Inst.)
作曲：김승수 / 안준성 / 한재호、编曲：안준성 / 홍승현
9. Secret Love (Inst.)
作曲：이주형 / G-High、编曲：이주형 / G-High
10. Wanna Do (Inst.)
作曲：이주형 / G-High、编曲：이주형 / G-High

## 外部連結
- Kara韓國官方網站 
- Kara日本官方網站 （页面存档备份，存于） （日語）
- Kara facebook （页面存档备份，存于）
- Kara官方facebook （页面存档备份，存于）
- 華納唱片-Kara團體介紹（繁體中文）
- Kara官方頻道 （页面存档备份，存于）（YouTube）（英文）